# We're Down Til We're Underground
We're Down Til We're Underground är det amerikanska hardcorebandet Give Up the Ghosts andra och sista studioalbum, utgivet  på Equal Vision Records och Burning Heart Records 2003. Skivan återutgavs 2011 på Deathwish Inc.

## Låtlista
1. "(It's Sometimes Like It Never Started)" - 0:58
2. "Love American" - 2:14
3. "Young Hearts Be Free Tonight" - 1:43
4. "Since Always" - 2:23
5. "Calculation-Nation" - 0:57
6. "The Last Supper After Party" - 2:37
7. "Crime Scene" - 2:33
8. "Bluem" - 3:24
9. "AEIOU" - 2:50
10. "Crush of the Year" - 2:04
11. "No Lotion Could Ever Unclog These Pores" - 1:11
12. "We Killed It" - 3:15
13. "(And It's Sometimes Like It Will Never End)" - 5:11

### Fotnoter
1. ↑  ”We're Down Til We're Underground”. Discogs.com. http://www.discogs.com/Give-Up-The-Ghost-Were-Down-Til-Were-Underground/master/101841. Läst 1 maj 2012.